# عسليات
العسليات أو الزهرية العسل (الاسم العلمي: Melianthaceae) هي فصيلة من النباتات تتبع رتبة الغرنوقيات من طائفة ثنائيات الفلقة.

## أجناس
- زهرة العسل (الاسم العلمي: Melianthus)
- برساما (الاسم العلمي: Bersama)
- فرانكوا (الاسم العلمي: Francoa)
- تتيلا (الاسم العلمي: Tetilla)
- غرايا (الاسم العلمي: Greyia)